# Dorcadion maderi
Dorcadion maderi är en skalbaggsart som beskrevs av Breit 1923. Dorcadion maderi ingår i släktet Dorcadion och familjen långhorningar. Inga underarter finns listade i Catalogue of Life.